# Forever Man
Forever Man è un singolo del cantante britannico Eric Clapton, pubblicato nel 1985 ed estratto dall'album Behind the Sun.
La canzone è stata scritta da Jerry Lynn Williams.

## Tracce
- 7"

1. Forever Man
2. Too Bad

## Video
Il videoclip della canzone è stato diretto da Godley & Creme.

## Classifiche
| Classifica (1985) | Posizione raggiunta |
| ----------------- | ------------------- |
| Regno Unito       | 51                  |
| Stati Uniti       | 26                  |

## Cover
- Il brano è stato oggetto di cover da parte del produttore di musica house danese Michael Linde, anche noto come Beatchuggers, che nel 2000 ha deciso di reinterpretarlo, pubblicando poi il singolo con il titolo Forever Man (How Many Times).